# Meade Instruments
Meade Instruments je společnost, zabývající se výrobou dalekohledů, binokulárních dalekohledů, mikroskopů a příslušenství pro astronomická pozorování, založená v Irvine v Kalifornii.

## Historie
Společnost založil John Diebl v roce 1972 jako společnost rozesílající poštovní objednávky malých refrakčních dalekohledů a příslušenství. Společnost brzy začala vyrábět reflekční dalekohledy a v roce 1978 spustila výrobu dalekohledů typů Schmidt-Cassegrain. Společnost rostla až do té míry, než se pravděpodobně stala největší světovou společností v oboru výroby dalekohledů. Společnost má dlouhou historii sporů ohledně porušování patentů s ostatními společnostmi, zejména pak s největším konkurentem - firmou Celestron.

## Produkty
- triedry
- mikroskopy
- achromatické refraktory
- dalekohledy typu Schmidt-Cassegrain
- dalekohledy typu Schmidt-Newton
- dalekohledy typu Ritchey-Chrétien
- série dalekohledů ETX typu Maksutov-Cassegrain
- dalekohledy LightBridge typu Dobson
- osobní průvodce po obloze MySky

K většině dalekohledů společnosti je dodáván počítačově řízený systém vyhledávání astronomických objektů. To usnadňuje uživatelům pozorování, jak astronomů s předem připraveným programem pozorování, tak méně zkušeným zájemcům o astronomii. Po inicializaci stačí zadat objekt z databanky (např. z katalogu Messier) a dalekohled jej sám nalezne a sleduje.
Meade se dále zabývá výrobou filtrů (v roce 2004 společnost uvedla filtry Coronado), CCD kamerami, okuláry a dalším příslušenstvím.